# Melvyn Gale
Melvyn Gale, född 15 januari 1952 i London var cellist i gruppen Electric Light Orchestra 1975-1979. Efter sin period i ELO gjorde han en soloplatta "Gift Wrapped" 1980 tillsammans med Frank Wilson under namnet Wilson/Gale&Co. Senaste uppgiften om Melvyn Gale är att han dragit sig tillbaka från sitt liv som musiker och i dag driver en cd-fabrik i London.